# Wildwind Glacier
Wildwind Glacier är en glaciär i Antarktis. Den ligger i Östantarktis. Nya Zeeland gör anspråk på området. Wildwind Glacier ligger 1 034 meter över havet.
Terrängen runt Wildwind Glacier är huvudsakligen kuperad, men norrut är den bergig. Wildwind Glacier ligger nere i en dal. Trakten är obefolkad. Det finns inga samhällen i närheten. 